# 貴州糧儲道
貴州糧儲道，清朝设置的道，属于贵州省。
乾隆十二年（1747年）二月，督糧道分巡贵阳府（治今贵州省贵阳市崆峒区）、平越府（治今贵州省福泉市）、石阡府（治今贵州省石阡县汤山镇）称督理贵州清军粮驿道兼辖分巡贵阳等处。乾隆四十一年（1776年）五月贵西道仁怀厅（治今贵州赤水市）来属。道光二十一年（1841年）十二月，加兵备衔，光绪三十四年（1908年）四月裁撤。